# Federazione internazionale di tennistavolo
La Federazione internazionale di tennistavolo (ITTF) è la federazione sportiva internazionale che governa tutte le associazioni nazionali di tennistavolo che usano racchette approvate dalla federazione. L'ITTF ha tra i suoi compiti quello di controllare il regolamento e le norme del tennistavolo, nonché di ricercare migliore tecnologiche. Fondata nel 1926 e riconosciuta dal CIO, l'ITTF è responsabile per l'organizzazione delle più importanti competizioni internazionali, come i campionati mondiali.

## Competizioni e graduatorie

Graduatorie mondiali ITTF nel singolare maschile

L'ITTF e la sua sussidiaria WTT organizzano tornei internazionali e l'ITTF stila in base ai risultati di codesti tornei le graduatorie mondiali ufficiali nel corso dell'anno.

### Eventi principali
MT/WT: squadra maschile/femminile; MS/WS: singolare maschile/femminile; MD/WD: doppio maschile/femminile; XD: doppio misto
| Nome                          | Prima edizione | Ricorrenza   | Eventi | Eventi | Eventi | Eventi | Eventi | Eventi | Eventi |
| Nome                          | Prima edizione | Ricorrenza   | MT     | WT     | MS     | WS     | MD     | WD     | XD     |
| ----------------------------- | -------------- | ------------ | ------ | ------ | ------ | ------ | ------ | ------ | ------ |
| Campionati mondiali           | 1926           | Anni dispari |        |        | •      | •      | •      | •      | •      |
| Campionati mondiali a squadre | 1926           | Anni pari    | •      | •      |        |        |        |        |        |
| Giochi olimpici estivi        | 1988           | Quattro anni | •      | •      | •      | •      |        |        | •      |

### Eventi giovanili
| Nome                          | Prima edizione | Ricorrenza   | Eventi | Eventi | Eventi | Eventi | Eventi | Eventi | Eventi |
| Nome                          | Prima edizione | Ricorrenza   | MT     | WT     | MS     | WS     | MD     | WD     | XD     |
| ----------------------------- | -------------- | ------------ | ------ | ------ | ------ | ------ | ------ | ------ | ------ |
| Campionati mondiali giovanili | 2003           | Un anno      | •      | •      | •      | •      | •      | •      | •      |
| Giochi olimpici giovanili     | 2010           | Quattro anni | •      | •      | •      | •      |        |        |        |

### Eventi parasportivi
| Nome                                    | Prima edizione | Ricorrenza   | Eventi | Eventi | Eventi | Eventi | Eventi | Eventi | Eventi |
| Nome                                    | Prima edizione | Ricorrenza   | MT     | WT     | MS     | WS     | MD     | WD     | XD     |
| --------------------------------------- | -------------- | ------------ | ------ | ------ | ------ | ------ | ------ | ------ | ------ |
| Giochi paralimpici                      | 1960           | Quattro anni | •      | •      | •      | •      |        |        |        |
| Campionati mondiali di paratennistavolo | 1990           | Quattro anni | •      | •      | •      | •      |        |        |        |

### Graduatoria (singolare)
| Categoria                           | V    | F    | SF  | QF  | 8F  | 16F                                              | 32F                                              | 64F                                              |
| Giochi olimpici                     | 2000 | 1400 | 700 | 350 | 175 | 90                                               | 45                                               | -                                                |
| Campionati mondiali di tennistavolo | 2000 | 1400 | 700 | 350 | 175 | 90                                               | 45                                               | 10                                               |
| Coppa del mondo                     | 1500 | 1050 | 525 | 265 | 100 | 40 per il 2º del girone, 15 per il 3º del girone | 40 per il 2º del girone, 15 per il 3º del girone | 40 per il 2º del girone, 15 per il 3º del girone |
| ITTF World Tour Grand Finals        | 1500 | 1050 | 525 | 265 | 100 | -                                                | -                                                | -                                                |
| Grand Smash                         | 2000 | 1400 | 700 | 350 | 175 | 90                                               | 20                                               | –                                                |
| WTT Champions                       | 1000 | 700  | 350 | 175 | 90  | 15                                               | –                                                | –                                                |
| WTT Star Contender                  | 600  | 420  | 210 | 105 | 55  | 25                                               | 5                                                | –                                                |
| WTT Contender                       | 400  | 280  | 140 | 70  | 35  | 4                                                | –                                                | –                                                |
| Giochi e coppe continentali         | 500  | 350  | 175 | 90  | 45  | –                                                | –                                                | –                                                |
| WTT Feeder                          | 125  | 90   | 45  | 25  | 15  | 8                                                | –                                                | –                                                |